# Kylie Jenner
Kylie Kristen Jenner (Los Angeles, 10 agosto 1997) è un'imprenditrice, personaggio televisivo e socialite statunitense AD di Kylie Cosmetics. È conosciuta grazie al reality show in onda su E! Al passo con i Kardashian che documenta la vita della famiglia Kardashian/Jenner.

## Biografia
Kylie Jenner è la figlia minore di Kris Jenner e di Bruce Jenner (oggi Caitlyn Jenner). Ha una sorella maggiore, Kendall Jenner (nata nel 1995), e 8 tra fratellastri e sorellastre. La madre ha avuto un precedente matrimonio con Robert Kardashian (avvocato difensore, deceduto nel 2003) da cui ha avuto quattro figli: Kourtney Kardashian (nata nel 1979), Kim Kardashian (nata nel 1980), Khloé Kardashian (nata nel 1984) e Rob Kardashian (nato nel 1987). Caitlyn Jenner ha altri quattro figli da due precedenti matrimoni: Burton William Jenner (nato nel 1978), Cassandra Lynn Jenner (nata nel 1980), Brandon Jenner (nato nel 1981) e Brody Jenner (nato nel 1983).
Kylie è apparsa sulla rivista People e Beautiful People con la sorella Kendall. Ha iniziato la sua carriera di modella con la linea Sears "Crush Your Style"; ha posato anche in servizi fotografici per OK! magazine, Teen Vogue e per il fotografo Nick Saglimbeni. Ha anche sfilato durante la settimana della moda di New York 2011 per la collezione Abbey Dawn Avril Lavigne e nella sfilata di Hello Kitty a Los Angeles per Forever 21. Nel 2015 ha preso parte alla sfilata di suo cognato Kanye West (ex marito della sorellastra Kim Kardashian) tenutasi a New York durante la Settimana della Moda.
Kylie ha anche creato, insieme alle sorelle, gli smalti della linea "Kardashian Kolors" di O.P.I, e altri due smalti chiamati "Wear Something Spar-Kylie" e "Rainbow in the S-Kylie". Kylie e Kendall hanno lanciato a febbraio 2013 una linea d'abbigliamento chiamata Kendall and Kylie per Pacsun. Nel mese di giugno, insieme alla sorella Kendall, collabora con il marchio Topshop per il lancio di una nuova capsule collection. Le sorelle hanno anche realizzato una capsule collections con OVS. Nell'ottobre 2015, Jenner ha recitato nel video musicale di Tyga nella canzone "Dope'd Up".
Nel maggio 2016, ha fatto il suo debutto musicale rappando sulla canzone del produttore Burberry Perry "Beautiful Day", con Lil Yachty. Nell'autunno del 2016, la Jenner è stata annunciata come il nuovo volto di PUMA insieme ai Rae Sremmurd. Nel mese di novembre del 2016 la Jenner ha inoltre lanciato la sua linea di cosmetici chiamata Kylie Cosmetics ed il 10 dicembre 2016 ha aperto il suo shop online di merchandising, chiamato The Kylie Shop.
Nell'aprile 2017, è apparsa a sorpresa al ballo della Rio Americano High School a Sacramento al fianco del giovane Albert Ochoa dopo aver sentito che il suo appuntamento era stato rifiutato. Fino al 14 gennaio 2019 ha detenuto il record per la foto con più likes su Instagram con 18 milioni di likes. Nel 2019, Jenner ha fondato il suo marchio per la cura della pelle Kylie Skin, che è stato lanciato il 22 maggio 2019. Il marchio ha iniziato a produrre prodotti per il derma, tra cui lavaggi viso, scrub, creme idratanti, creme per il corpo e salviette struccanti.

## Vita privata
Dal 2014 al 2017 Kylie ha avuto una relazione con il rapper Tyga.
Nel 2017 Kylie inizia una relazione con il rapper Travis Scott: la loro prima apparizione in pubblico c'è stata al Coachella, un festival californiano. Il 1º febbraio 2018 è nata la loro primogenita, Stormi Webster. La coppia si è separata a settembre 2019; tuttavia, i due hanno passato insieme le quarantene causate dalla pandemia di COVID-19 per il bene della loro figlia, finendo per tornare di nuovo insieme. Il 7 settembre 2021, dopo settimane di speculazioni, Kylie ha annunciato che lei e Travis Scott aspettavano un secondo figlio. Il 2 febbraio 2022 è nato il loro secondogenito Aire Webster.. La coppia si separa nuovamente verso la fine del 2022.
Dalla primavera del 2023, iniziano a circolare le prime voci su una presunta relazione tra Kylie e l'attore Timothée Chalamet. La loro prima apparizione ufficiale è avvenuta il 4 settembre 2023, al concerto di Beyoncé a Los Angeles. Nei giorni successivi i due si fanno vedere in giro insieme in varie occasioni: il 10 settembre, per esempio, i due assistono insieme ad una partita degli US Open. Da allora, nonostante abbiano mantenuto una certa riservatezza riguardo ai dettagli della loro relazione, il rapporto tra i due si sempre più stretto e la Jenner non ha mancato di dimostrare il suo pubblico sostegno al giovane attore, partecipando al suo fianco, per esempio, alle cerimonie dei Golden Globes 2024 e 2025 (in cui l'attore era candidato rispettivamente per il suo ruolo in Wonka e in A Complete Unknown). 
Possiede opere di Damien Hirst. 

## Patrimonio

Il logo di Kylie Cosmetics

Nel marzo 2019, la rivista Forbes ha incluso Kylie Jenner nella sua lista di miliardari, ma poco tempo dopo si è scoperto essere falso. La Jenner si credeva fosse diventata la miliardaria più giovane al mondo all'età di 21 anni, mentre in realtà possedeva un patrimonio di poco più di 700 milioni di dollari. Oltre che dalla sua carriera televisiva iniziata con Keeping Up with the Kardashians, la ricchezza della Jenner proviene anche dalla sua società di make-up, Kylie Cosmetics, valutata 900 milioni di dollari.

### Copertina diForbes
L'errore sul suo patrimonio è iniziato quando la Jenner è apparsa sulla copertina del numero di agosto 2018 di Forbes. Hanno stimato che avesse un patrimonio netto di 900 milioni di dollari e che fosse sul punto di diventare la più giovane miliardaria "autoprodotta". Ciò avrebbe battuto Mark Zuckerberg, che divenne miliardario all'età di 23 anni. Tuttavia, l'uso della pubblicazione del termine "fatto da sé" ha suscitato critiche diffuse e battute online. I critici hanno sostenuto che la Jenner era già nata con fama e fortuna. Il comico Fat Jew ha iniziato un GoFundMe per aiutare Kylie Jenner a guadagnare altri 100 milioni di dollari in modo da diventare ufficialmente miliardaria. La comica Michelle Wolf ha fatto una commedia virale stand-up legata al modo in cui Jenner ha guadagnato fama e successo. Alcune discussioni hanno preso un tono più serio, con i giornalisti che hanno scritto pezzi sulla distribuzione della ricchezza, la disuguaglianza e l'eredità, nonché sulla mobilità verso l'alto nella società.
Il 29 maggio 2020 la rivista l'ha eliminata dalla lista dei miliardari, accusandola di aver gonfiato i dati della propria società di cosmetici.

## Controversie

### Marchio Kylie
Nel febbraio 2017, la cantante australiana Kylie Minogue ha vinto una battaglia legale contro la Jenner per il marchio Kylie. Nel 2015 Jenner aveva presentato una domanda di marchio statunitense per l'uso del nome Kylie per "servizi pubblicitari" e "servizi di sponsorizzazione".

### Vlada Haggerty
Nel gennaio 2017, la truccatrice Vlada Haggerty ha affermato che Jenner aveva rubato lo stile creativo e l'estetica del suo lavoro, come il lucidalabbra gocciolante e le punte delle dita dorate, per i suoi prodotti. Jenner in seguito accreditò Vlada sui social media per il suo lavoro sulla creazione del logo e un accordo non divulgato fu pagato per evitare eventuali problemi legali futuri.

### Logo labbra al neon
Sara Pope, una pittrice britannica il cui lavoro è stato presentato in gallerie d'arte in diverse città del mondo, ha intentato una causa contro Jenner e la NBC Universal per l'uso di un logo a forma di labbra al neon. Pope ha affermato che Jenner ha pubblicato nei suoi account un'immagine che era notevolmente simile al pezzo più famoso di Hope, Temptation Neon, e l'ha usata per promuovere la serie TV di Jenner, Life of Kylie. TMZ ha riferito che l'arte di produzione creata per la serie, incluso il design delle labbra, è stata creata da un designer di terze parti.

## Filmografia

### Cinema
- Ocean's 8, regia di Gary Ross (2018)

### Videoclip
- Find That Girl – Boy Band Project (2013)
- Recognize – PartyNextDoor feat. Drake (2014)
- Blue Ocean – Jaden Smith (2013)
- Stimulated – Tyga (2015)
- Dope'd Up – Tyga (2015)
- I'm Yours – Justine Skye feat. Vic Mensa (2015)
- Come and See Me – PartyNextDoor (2016)
- Stop Trying To Be God – Travis Scott (2018)
- Stuck with U – Ariana Grande e Justin Bieber (2020)
- WAP – Cardi B feat. Megan Thee Stallion (2020)

## Programmi televisivi
- Al passo con i Kardashian – reality show (2007-2021)
- E! True Hollywood Story – documentario (2008)
- Le sorelle Kardashian a Miami – reality show (2009-2010)
- Le sorelle Kardashian a New York – reality show (2011-2012)
- Khloé e Lamar – reality show (2011)
- America's Next Top Model – reality show (2012)
- Life of Kylie – reality show (2017)
- The Kardashians – reality show (2022-in corso)